# Титонський ярус
| Система/ Період                                                     | Відділ/ Епоха            | Ярус/ Вік           | Вік (млн років) | Вік (млн років) |
| ------------------------------------------------------------------- | ------------------------ | ------------------- | --------------- | --------------- |
| Крейда, K                                                           | Нижня/Рання, K1          | Беріаський, K1b     | молодше         | молодше         |
| Юра, J                                                              | Верхня/Пізня, J3 (Мальм) | Титонський, J3tt    | ~145,0          | 152,1           |
| Юра, J                                                              | Верхня/Пізня, J3 (Мальм) | Кімериджський, J3km | 152,1           | 157,3           |
| Юра, J                                                              | Верхня/Пізня, J3 (Мальм) | Оксфордський, J3o   | 157,3           | 163,5           |
| Юра, J                                                              | Середня, J2 (Доггер)     | Келовейський, J2k   | 163,5           | 166,1           |
| Юра, J                                                              | Середня, J2 (Доггер)     | Батський, J2bt      | 166,1           | 168,3           |
| Юра, J                                                              | Середня, J2 (Доггер)     | Байоський, J2b      | 168,3           | 170,3           |
| Юра, J                                                              | Середня, J2 (Доггер)     | Ааленський, J2a     | 170,3           | 174,1           |
| Юра, J                                                              | Нижня/Рання, J1 (Лейас)  | Тоарський, J1t      | 174,1           | 182,7           |
| Юра, J                                                              | Нижня/Рання, J1 (Лейас)  | Плінсбахський, J1p  | 182,7           | 190,8           |
| Юра, J                                                              | Нижня/Рання, J1 (Лейас)  | Синемюрський, J1s   | 190,8           | 199,3           |
| Юра, J                                                              | Нижня/Рання, J1 (Лейас)  | Геттанзький, J1h    | 199,3           | 201,3           |
| Тріас, T                                                            | Верхній/Пізній, T3       | Ретський, T3r       | древніше        | древніше        |
| Підрозділи юрської системи наведені згідно МКС, станом на 2018 рік. |                          |                     |                 |                 |
| п о р                                                               |                          |                     |                 |                 |

Титонський вік і ярус, титон (рос. титонский ярус, титон; англ. Tithonian; нім. Tithon n) — верхній (третій) ярус верхнього відділу юрської системи. Включає відклади, утворені протягом титонського віку, що тривав від 152,1 до приблизно 145,0 млн років тому. Виділяється в Середземноморській області як ярус, паралельний волзькому ярусу Бореальної області.
Назва походить від імені героя давньогрецької міфології Титона, з яким уособлювалися підземні сили Землі і вулканічного вогню. (Oppel, 1865).

## Палеонтологія
Характерні амоніти: Virgatosphinctinae, Berriasellidae, Spiticeratinae. У основі зона Taramelliceras (Glochiceras) lithographicum, у покрівлі — зона Virgatosphinctes transitorius.

## Відклади
У відкладах титонського ярусу: вапняки, глини, аргіліти, алевроліти, конгломерати, пісковики, фліш. З відкладами титонського ярусу пов'язані родовища мармуровидних вапняків.

### В Україні
В Україні відклади титонського віку поширені на Донбасі, в Дніпровсько-Донецькій та Причорноморській западинах, у Кримських горах, Карпатах. Середня потужність відкладів становить від 100 до 500 м.